# Mugur-Aksy
Mugur-Aksy (in russo Мугур-Аксы? è un villaggio della Repubblica di Tuva, Russia, centro amministrativo del Mongun-Tajginskij kožuun. Aveva, nel 2021, una popolazione di 4 512 abitanti. Il villaggio si trova alla confluenza di due fiumi, a un'altitudine di 1 800 m s.l.m., vicino al massiccio del Mongun-Tajga.